# Внутренняя среда организма
Внутренняя среда организма (фр. milieu intérieur, лат. medium organismi internum) — совокупность жидкостей организма, находящихся внутри него, как правило, в определённых резервуарах (сосудах) и в естественных условиях никогда не соприкасающихся с внешней окружающей средой, обеспечивая тем самым организму гомеостаз. Термин предложил французский физиолог Клод Бернар.

## Основные сведения
К внутренней среде организма относятся кровь, лимфа, тканевая и спинномозговая жидкости.
Резервуаром для первых двух являются сосуды, соответственно кровеносные и лимфатические, для спинномозговой жидкости — желудочки мозга, подпаутинное пространство и спинномозговой канал.
Тканевая жидкость не имеет собственного резервуара и располагается между клетками в тканях тела.